# 安原裕
安原 裕（やすはら ひろし、1936年8月19日 - ）は、日本の経営者。富士紡績社長、会長を務めた。

## 経歴
岡山県高梁市出身。1961年に学習院大学政経学部政治学科を卒業し、同年に富士紡績に入社。1990年6月に取締役に就任し、1991年6月に常務、1996年12月に専務を経て、1998年6月に社長に就任。2001年6月に取締役相談役を経て、2002年6月には顧問に就任。